# Aulnaie
Pour les articles homonymes, voir Aulnaie (homonymie).

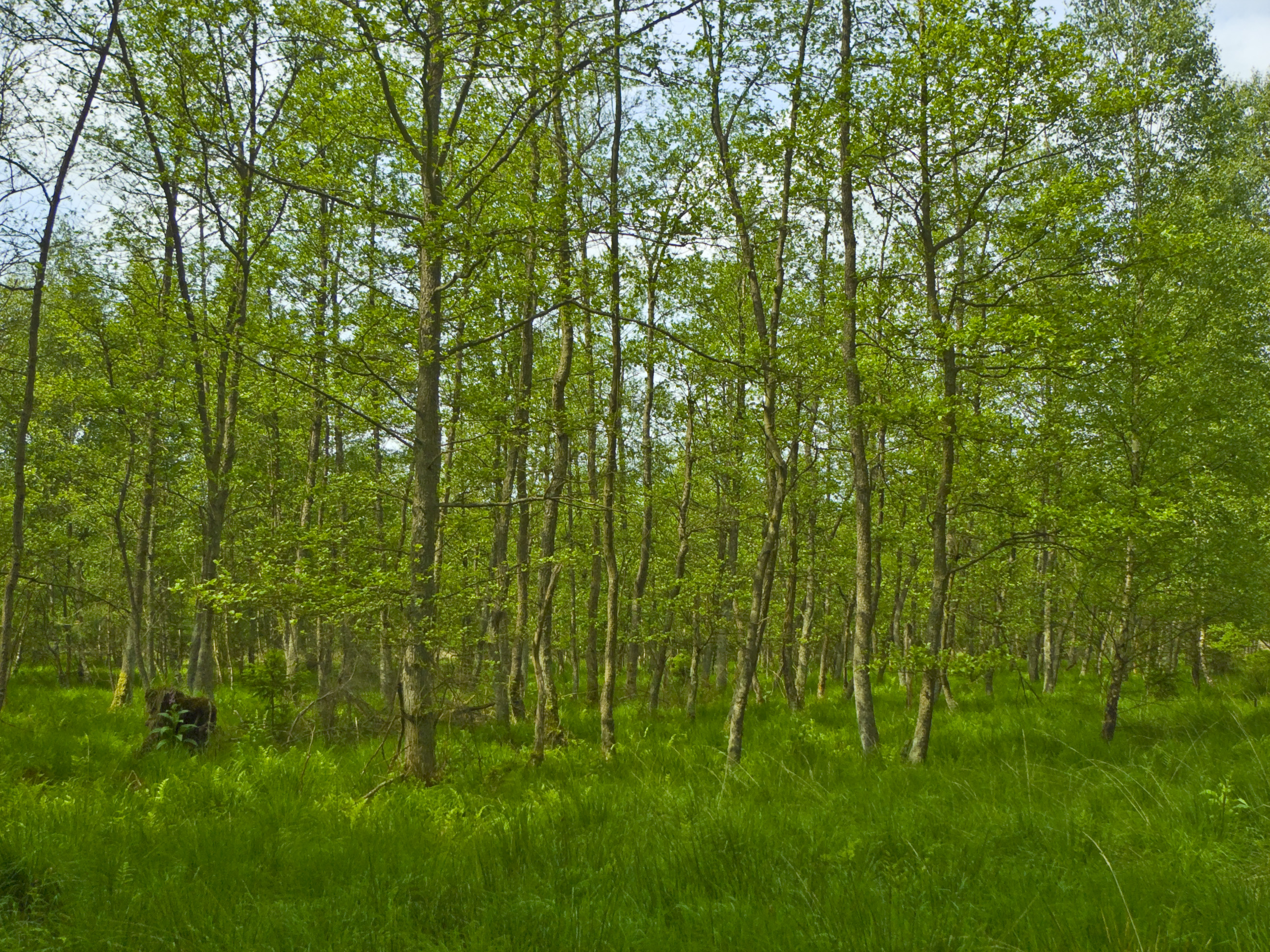
Aulnaie à Burgwald en Allemagne

En Europe, une aulnaie désigne une végétation de type forestier où prédomine l'aulne (Alnus glutinosa), un arbre de la famille des Betulaceae.
Dans l'est du Canada, une aulnaie peut être à la fois un milieu forestier et un milieu humide. Deux types d'aulnes sont présents sur le territoire, soit l'aulne crispé (Alnus viridis var. crispa) et l'aulne rugueux (Alnus incana). Ces deux espèces ne se trouvent pas dans le même habitat. Le premier se trouve en milieu sec, désignant donc une végétation de type forestier et le second en milieu humide, désignant donc une végétation typique de milieux humides.

## Étymologie
Du gallo-roman *ALINU croisement hypothétique entre le latin alnus et un francique *alino, suivi du suffixe gallo-roman -ETA (forme féminisée d'-ETU > -ay) collectif, servant à désigner un ensemble d'arbres appartenant à la même espèce, qui a donné l'ancien suffixe -aye > moderne -aie.
En revanche le terme vernaculaire verne ne s'est conservé qu'en franco-provençal et en occitan. Le français verne « aulne vert » est un emprunt à l'une ou l'autre de ces deux langues. Il est issu du gaulois verno, verna, qui a d'abord signifié « lieu humide, marais, marécage », puis par extension, « aulne, verne, arbre qui peuple les endroits humides et le voisinage des cours d'eau », sans doute apparenté à un thème pré-celtique, wer-, désignant l'eau.

## Toponymie
Les formes anciennes et dialectales d’aulnaie se sont fixées dans la toponymie (communes, hameaux et lieux-dits), par exemple : Aulnay (Aube), Aulnay (Charente-Maritime), Aulnay (Vienne), Aulnay-l'Aître, Aulnay-la-Rivière, Aulnay-sous-Bois, Aulnay-sur-Iton, Aulnay-sur-Marne, Aulnay-sur-Mauldre, Aulnois, Aulnoy, Aulnoye, l'Aunerie, Grand-Auverné, Launay, Lavernhe, Mauvernay (« mauvaise aulnaie »), les Vernets, le Verney, Olne (Belgique).